# Inscripcions rúniques

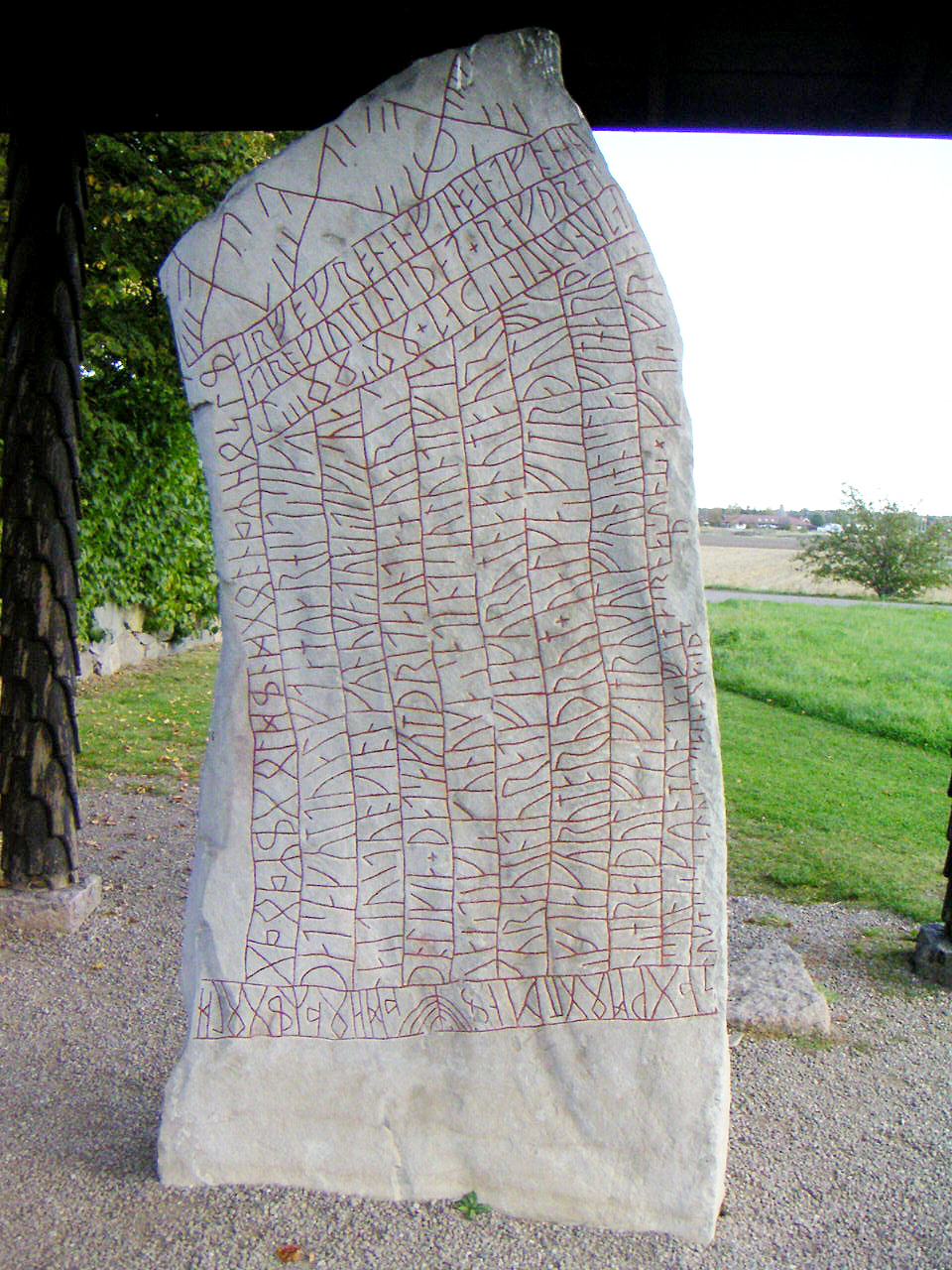
Una inscripció rúnica de Suècia al segle IX

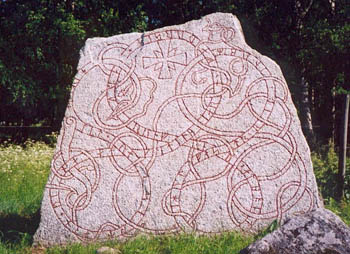
Una inscripció rúnica del (pedra Vaksala) a Suècia

Les inscripcions rúniques, amb l'ús de l'alfabet rúnic, foren usades pels pobles germànics d'ençà el segle I o II de la nostra era.
Les inscripcions rúniques més antigues que s'han trobat són del 150 dC (Dinamarca), una vegada transliterada es llegeix harja.
Aquest període correspon a l'estadi lingüístic del germànic com un continuum de dialectes encara no separats en les posteriors tres branques: germànic septentrional, germànic occidental i germànic oriental.
En aquestes inscripcions rúniques, no s'observa la distinció entre vocals llargues i curtes ni signes per a consonants labiovelars.

## Els orígens de les inscripcions
Tàcit, en la seva obra Germania, descriu uns "signes" posats en grups de tres i tallats d'un noguer, però les runes sembla que no es feien servir encara en temps de Tàcit. Una segona font és la saga Ynglinga, quan el rei Granmar va a Upsala i es fan servir també trossos de fusta amb finalitats màgiques.
Un estudi recent suggereix que les runes van ser fetes per crear objectes màgics tals com els amulets.

## Període I
Les inscripcions rúniques dels 400 anys del període que va dels anys 150 a 550 dC es coneixen com del Període I. El conjunt de tipus de lletres emprat no està estandarditzat. Les primeres inscripcions s'han trobat en artefactes on hi figura el nom, ja sigui del qui la va fer o del seu propietari, o de vegades queda com un misteri lingüístic. Per això, és possible que les primeres inscripcions rúniques no s'utilitzessin com un simple sistema d'escriptura sinó, més aviat, com a signes màgics en un encanteri. S'ha postulat que podien servir per a l'endevinació, però d'això darrer no n'hi ha proves. El mateix nom de runa que significa 'secret' o 'alguna cosa amagada'; sembla indicar una funció esotèrica i a més restringida a una elit. La inscripció rúnica del segle VI de Björketorp escrita en protonoruec fa servir la paraula runa en els dos sentits:

Haidzruno runu, falahak haidera, ginnarunaz. Arageu haeramalausz uti az. Weladaude, sa'z þat barutz. Uþarba spa.

Jo he fet les runes, amago aquí runes de poder. Tingui malefici i mala mort qui trenqui aquest (monument) i jo li profetitzo la destrucció.

## Ús medieval

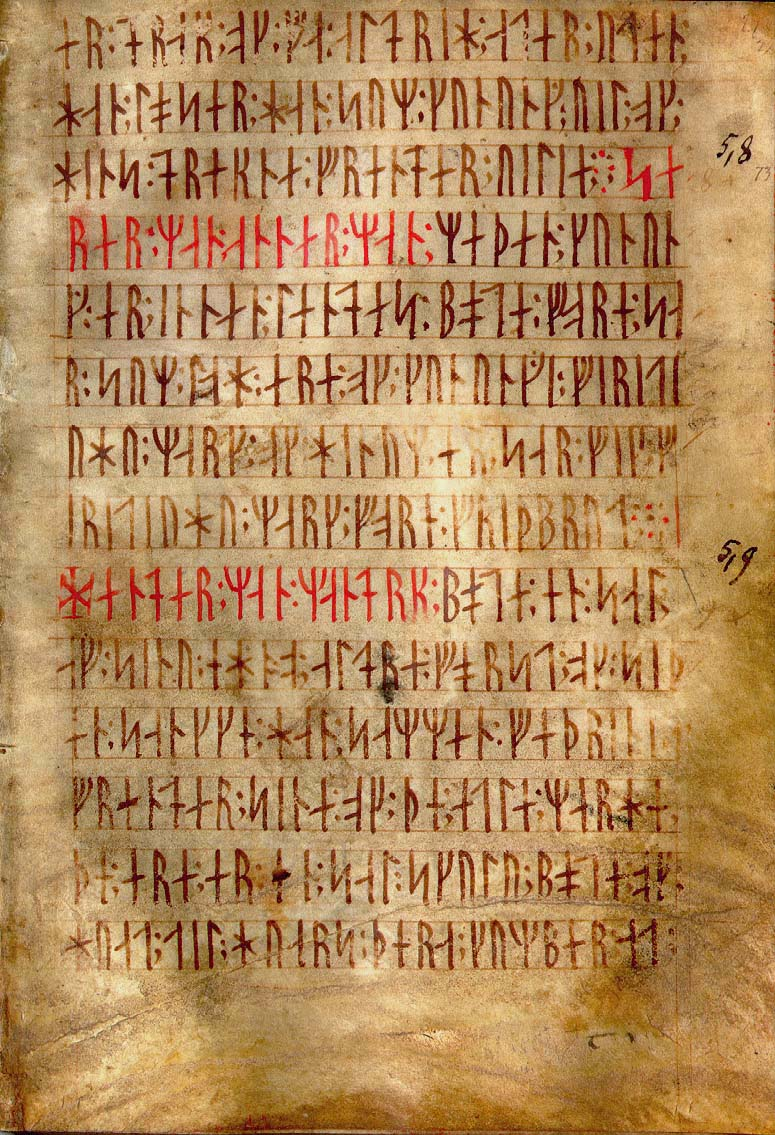
Codex Runicus, del 1300 dC

Amb l'evolució del llenguatge germànic, van començar a divergir les runes de forma semàntica i fonètica. Es van refer moltes de les runes per acomodar-les al nou llenguatge.
Tanmateix, el fet que el Nou Futhark tenia 16 runes, mentre que el Futhark Antic en tenia 24, no queda completament explicat per l'evolució de la llengua germànica.
Diversos monuments rúnics del final d'aquest període són pedres amb inscripcions solemnes sobre gent que morí o que va fer grans coses. Durant molt de temps, s'ha pensat que aquesta era la funció principal de les inscripcions rúniques.
Cap al 1950, tanmateix, es varen trobar a Bergen les 600 inscripcions de Bryggen, que estaven fetes de fusta i os, sovint en forma de bastó, i estaven gravades amb temes quotidians, de vegades amb oracions en llatí, missatges personals, cartes de negocis, etc. Això va demostrar que el rúnic s'ha fet servir com un sistema comú d'escriptura.
A l'alta edat mitjana, es van fer calendaris rúnics a Suècia i Estònia.
L'autenticitat de les inscripcions d'Amèrica del Nord és molt discutida.